# Vitfotsmyra
Vitfotsmyra (Technomyrmex albipes) är en myrart som först beskrevs av Smith 1861.  Vitfotsmyra ingår i släktet Technomyrmex och familjen myror. Arten är reproducerande i Sverige.

## Underarter
Arten delas in i följande underarter:
- T. a. albipes
- T. a. bruneipes
- T. a. cedarensis
- T. a. cordiformis
- T. a. rotundiceps
- T. a. truncicola
- T. a. wedda

## Bildgalleri

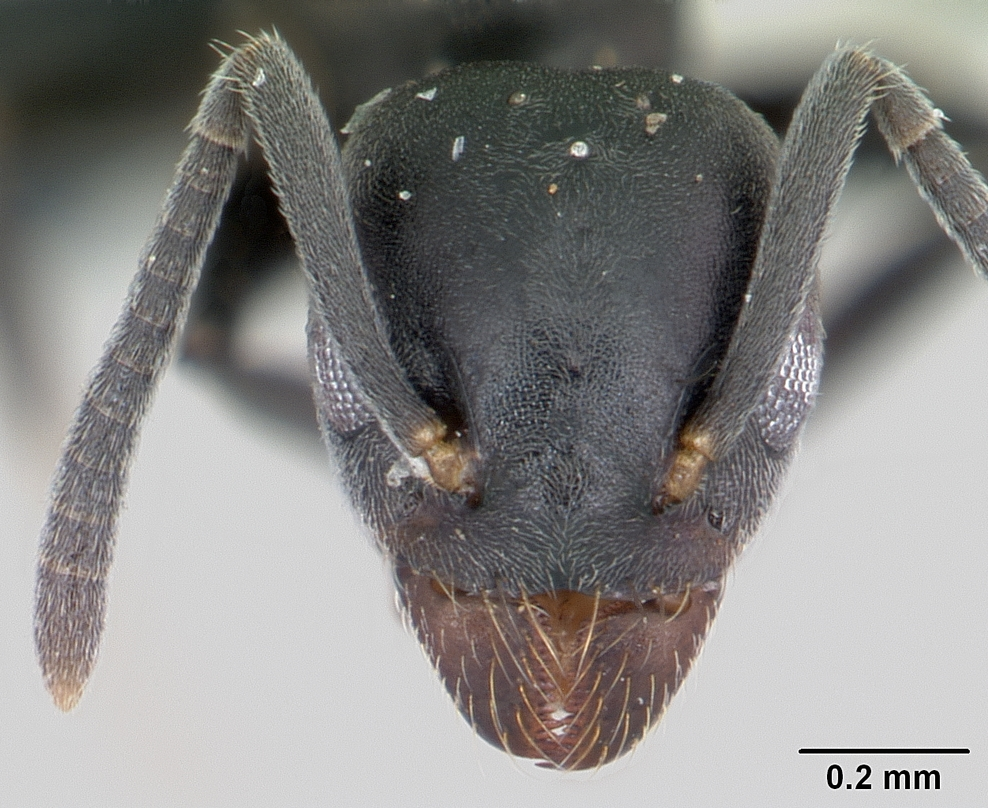
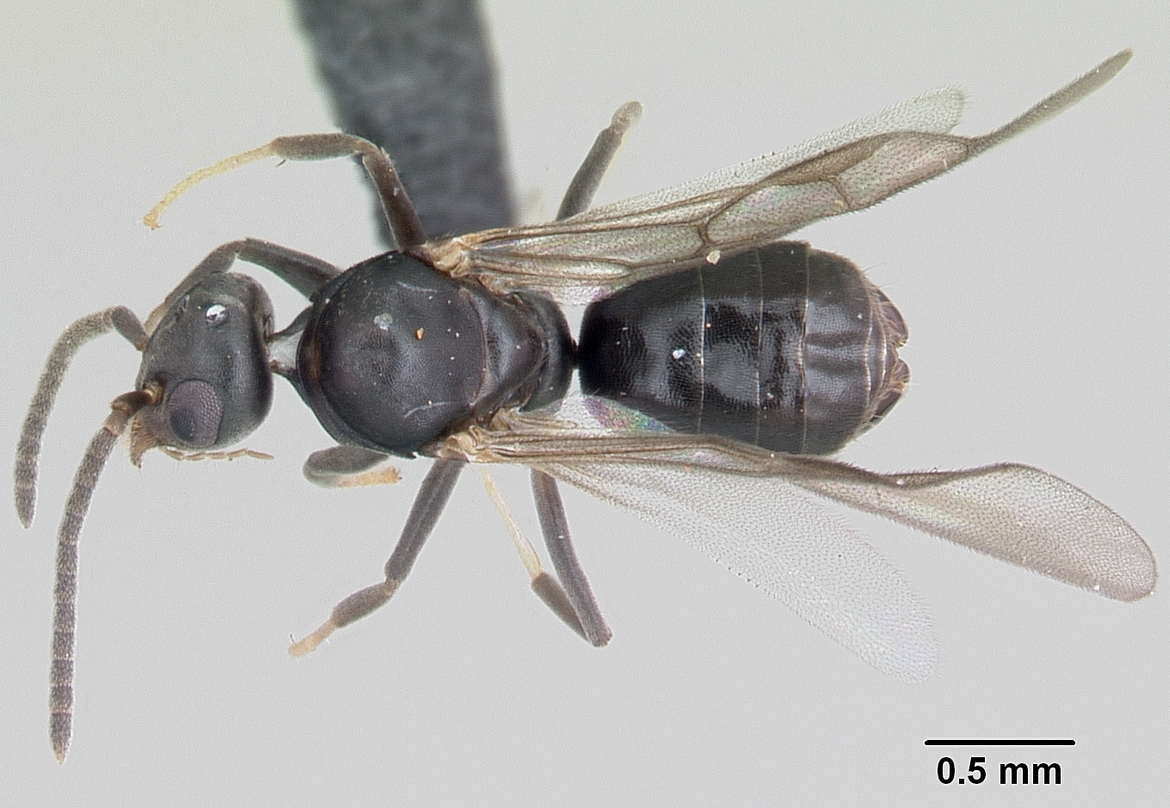
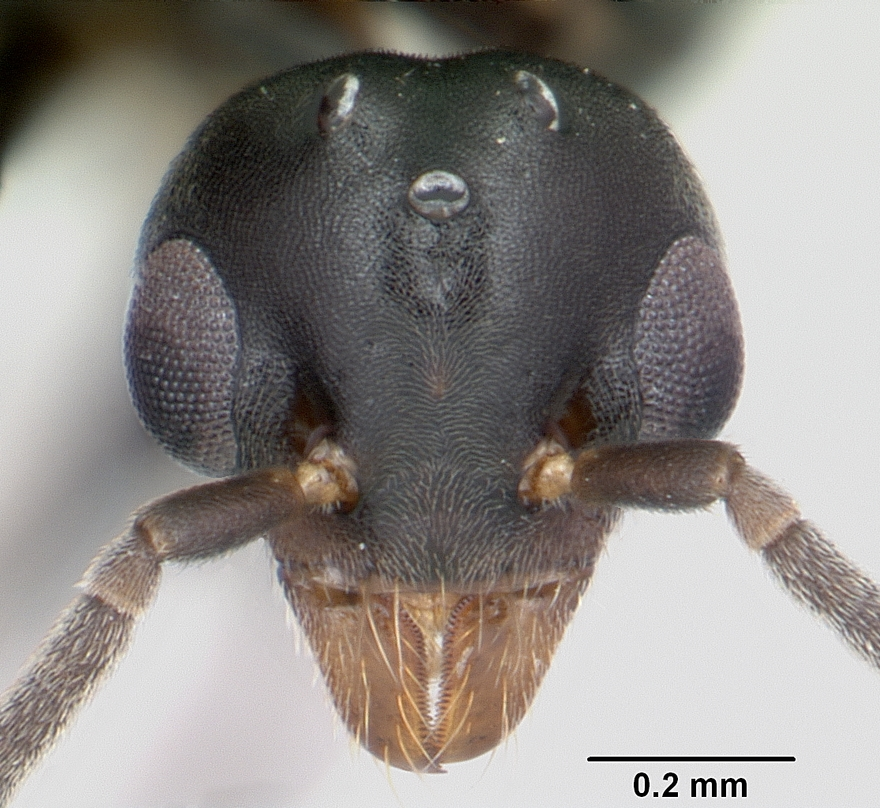
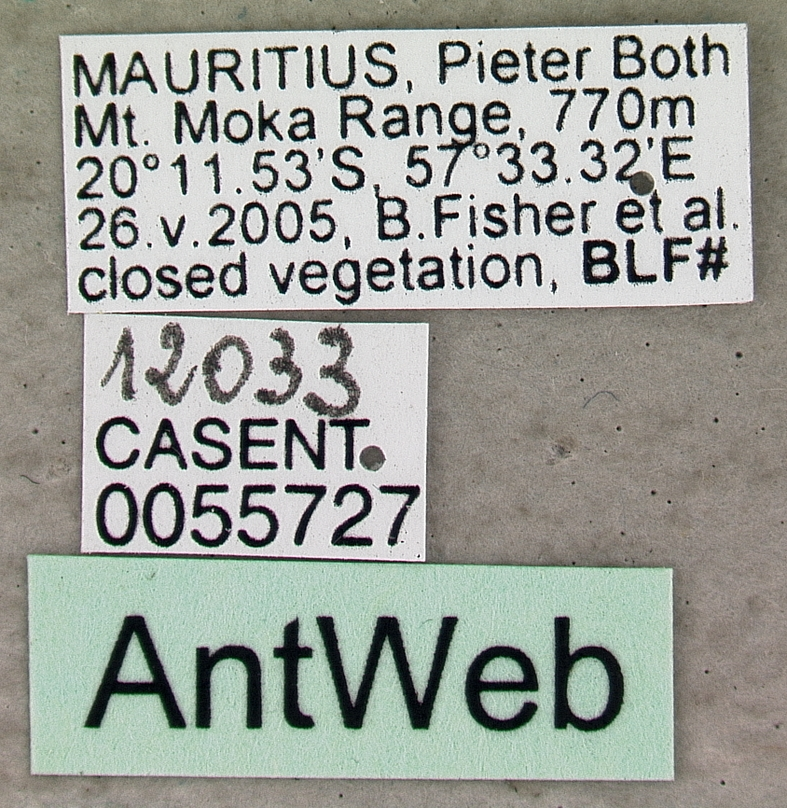
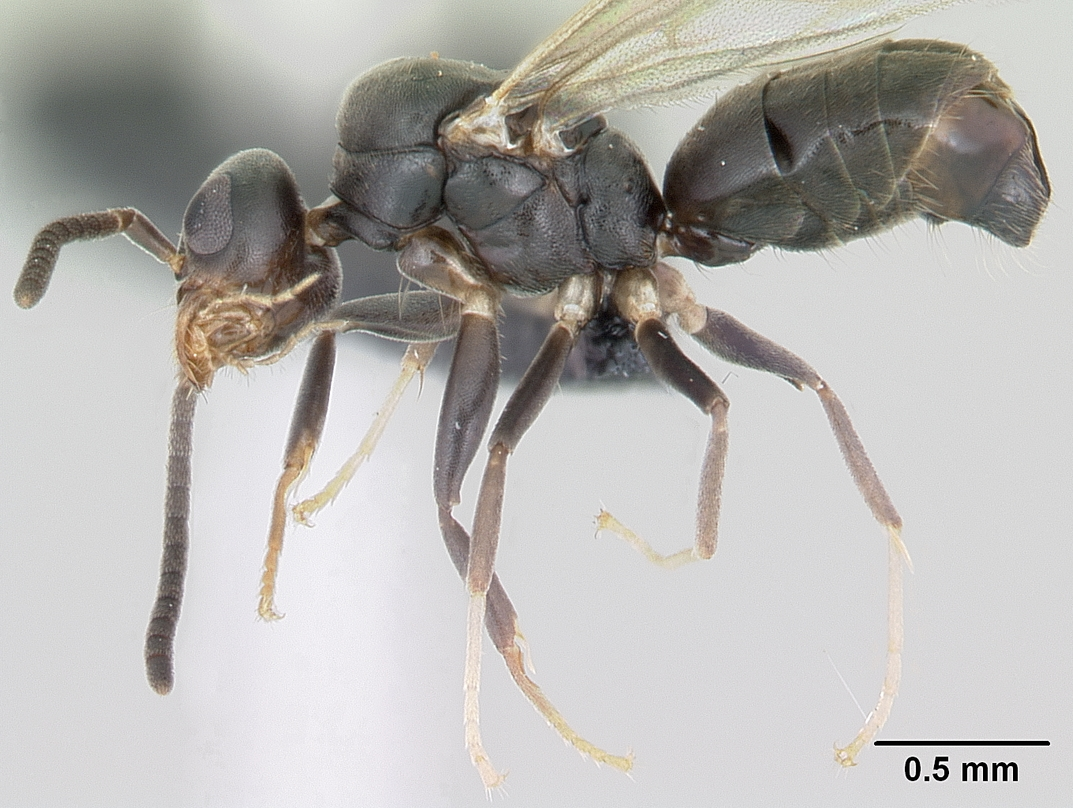
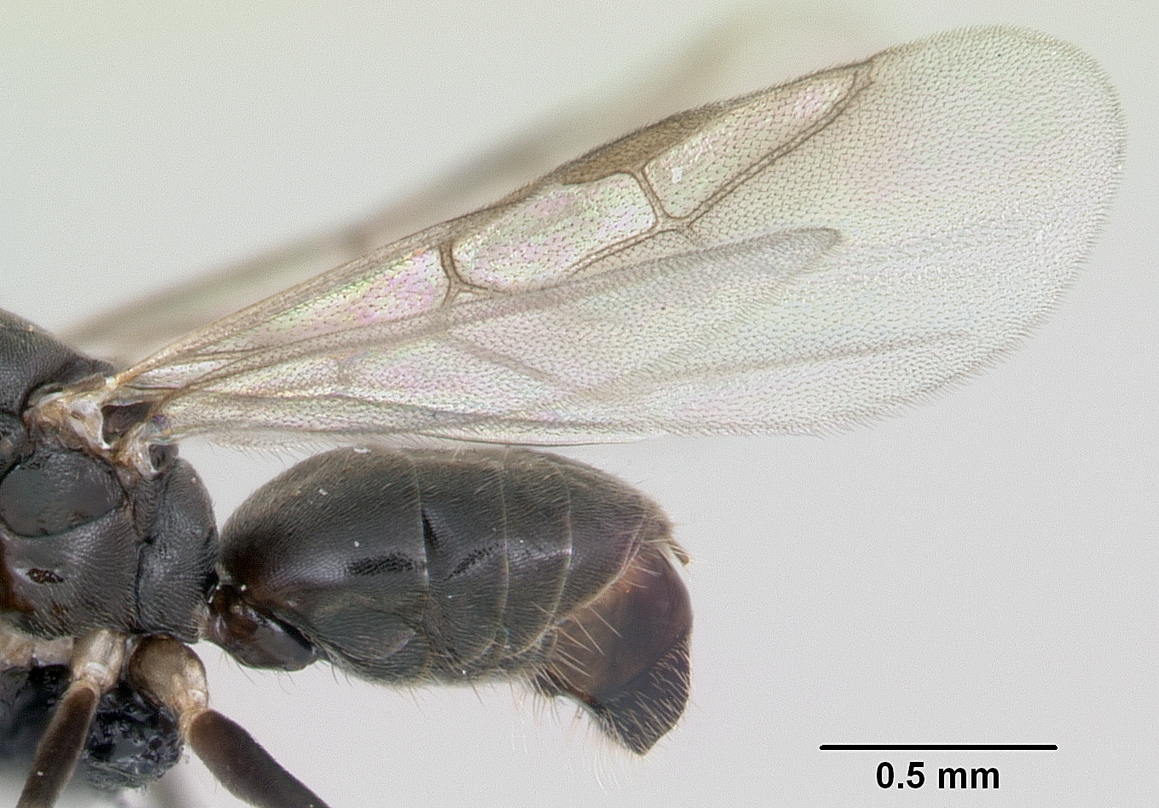